# Andreas Tiffner
Andreas Tiffner (* 10. Februar 1991 in Feldkirchen in Kärnten) ist ein österreichischer Fußballspieler auf der Position eines Stürmers.

## Karriere

### Jugend und Vereinskarriere
Tiffner begann seine aktive Karriere als Fußballspieler in der Jugendabteilung des SV Steuerberg in seiner Heimatgemeinde Steuerberg im Bezirk Feldkirchen in Kärnten. Dort durchlief er bis 2006 mehrere Jugendspielklassen und war von August 2005 bis Mai 2006 leihweise im Nachwuchs des FC Kärnten aktiv. Nachdem er danach für rund zwei Monate zu seinem Heimatverein zurückgekehrt war, bekam er ein vielversprechendes Angebot vom deutschen Fußballverein TSV 1860 München. Von Juli 2006 bis August 2007 war Tiffner vorwiegend im Kader der U-19-Mannschaft des Vereines und kam so zu einigen Einsätzen.
Als er den Verein daraufhin wieder verließ, transferierte er zum FC Red Bull Salzburg, wo er unter anderem auch die vereinseigene Akademie besuchte. Nachdem er während der Saison 2007/08 zu einigen Einsätzen in der Jugend und zum Teil auch in der von Toto gesponserten U-19-Jugendliga gekommen war, absolvierte er in derselben Spielzeit bereits zwei Profieinsätze für die Red Bull Juniors Salzburg in der zweitklassigen österreichischen Ersten Liga.
Auch in der Folgesaison 2008/09 war der junge Stürmer sowohl für die U-19-Mannschaft, als auch für die Juniors in der Ersten Liga aktiv. So kam er für das U-19-Team in 19 absolvierten Ligaspielen zu 18 Treffern und war damit nicht nur vor seinem Teamkollegen Marco Meilinger bester Torschütze der Mannschaft, sondern der Torschützenkönig der gesamten U-19-Jugendliga. Weiters erreichte der gebürtige Kärntner mit dem Jugendteam in der Endtabelle den zweiten Tabellenplatz und wurde so mit 13 Punkten Abstand hinter dem U-19-Team aus St. Pölten Vizemeister der Saison 2008/09. Des Weiteren kam Tiffner zu zwölf Einsätzen für die Mannschaft in der Ersten Liga und erzielte dabei einen Treffer.
Wie schon zuvor erwähnt, gab der Mittelstürmer bereits in der Spielzeit 2007/08 sein Debüt im österreichischen Profifußball, als er am 9. Mai 2008 beim 1:1-Heimremis gegen den SC Schwanenstadt in der 77. Spielminute für David Witteveen eingewechselt wurde. Sein erster Profitreffer gelang ihm in der Folgesaison, als er am 8. Mai 2009, fast auf den Tag genau ein Jahr nach seinem Profidebüt, nach Vorarbeit von Philipp Zulechner, den 1:0-Führungstreffer beim 2:1-Heimsieg über den FC Gratkorn erzielte. Weiters kam Tiffner in dieser Saison zu zwei Einsätzen im ÖFB-Cup, bei dem er in zwei Spielen im Einsatz war und dabei einen Treffer beisteuerte.
Nachdem er von seinem Teamkollegen Marko Vujić zuvor bereits empfohlen wurde, leitete der ehemalige Fußballprofi und heutige Spielervermittler Alexander Sperr einen Wechsel nach Oberösterreich zum FC Blau-Weiß Linz mit Spielbetrieb in der drittklassigen Regionalliga Mitte ein. Obwohl die Übertrittszeit bereits vorbei war, konnte man Tiffner aufgrund der Regelungen für Jugendspieler dennoch Mitte August 2009 als Leihspieler ins Team holen. Er absolvierte insgesamt 24 Spiele für die Linzer, wobei er zehn Tore erzielte. Daneben war er im Zweitrundenspiel des ÖFB-Cups 2009/10 gegen die Amateure des FK Austria Wien im Einsatz und erzielte dabei in der 93. Spielminute in der Verlängerung den 1:0-Führungstreffer für sein Team. Nachdem das Team nach 110 Minuten mit 2:0 führte und die Amateure der Wiener Austria binnen zwei Minuten kurz vor Schluss durch zwei Tore des erst eingewechselten Bernhard Ungerböck ausglichen, gewann man das anschließende Elfmeterschießen souverän gegen die eine Klasse höher spielende Mannschaft und zog ins Achtelfinale des Bewerbs ein.
Im Sommer 2010 wechselte er zum Bundesligavizemeister FK Austria Wien. Nach nur einer Saison wurde er an den Lokalrivalen First Vienna FC verliehen. In der darauffolgenden Saison wurde er vom Wiener Sportklub verpflichtet. Nach einem Jahr kehrte er nach Kärnten zurück und spielte in der Saison 2013/14 für den SK Austria Klagenfurt in der Regionalliga Mitte. Danach ging er zum SV Feldkirchen in die Kärntner Landesliga, wo er an der Seite seines jüngeren Bruders Robert (* 1995) spielte.
Zur Saison 2015/16 wechselte er zum Regionalligisten Annabichler SV. Nach einem halben Jahr kehrte er nach Feldkirchen zurück, wo er allerdings nur in drei Ligaspielen eingesetzt wurde. Danach schloss er sich dem Regionalligisten SV Schwechat an und brachte es bis zur Saison 2018/19 auf 68 Meisterschaftsauftritte, in denen er insgesamt vier Treffer beisteuerte. In der aufgrund der COVID-19-Pandemie abgebrochenen Meisterschaft 2019/20 kam Tiffner daraufhin in 14 Ligaspielen für den SV Leobendorf zum Einsatz und erzielte dabei zwei Tore. Zur Spielzeit 2020/21 schloss er sich wieder seinem Heimatklub, dem SV Feldkirchen, an.

### International
Zu seinen ersten internationalen Auftritten kam Tiffner bereits für die U-16-Auswahl seines Heimatlandes. Seine bis heute erfolgreichste Zeit in den Nationalteam erlebte er beim U-17-Team, für das er in 14 Spielen zu acht Torerfolgen kam. Außerdem kam er zu vier Einsätzen, sowie einem Treffer für das U-18-Nationalteam Österreichs. Zu seiner ersten Einberufung für die U-18-Auswahl kam er am Anfang September 2008, als er vom U-18-Nationaltrainer Andreas Heraf in den Kader für ein freundschaftliches Länderspiel gegen Finnlands U-18 nominiert wurde. Nicht nur Tiffner, sondern auch der Teamchef Heraf gaben anschließend am 16. September 2009 ihr Teamdebüt beim 3:1-Sieg über die Finnen. In der Partie erzielte der junge Mittelstürmer in der 25. Spielminute das erste Tor für sein Team.
Ende August 2009 wurde Tiffner schließlich von Heraf, der auch Trainer der U-19-Mannschaft ist, in ebendiese für ein freundschaftliches Testspiel gegen die U-19 Slowenien einberufen. Im Spiel am 8. September 2009 wurde der engagierte Mittelstürmer in der 21. Spielminute für den verletzten Torschützen zum 1:0, Markus Pink, eingewechselt. Nur Minuten später erzielte Tiffner abermals bei seinem Teamdebüt sein erstes Tor für die Mannschaft; diesmal aus einem Elfmeterstrafstoß heraus. Am Ende gewannen die Österreicher klar mit 5:1. Ende September 2009 folgte eine Nominierung Tiffners für das erste Qualifikationsspiel zur U-19-Europameisterschaft 2010 in Frankreich. Zwischen 2009 und 2010 kam Tiffner in neun Länderspielen für Österreichs U-19-Auswahl zum Einsatz und erzielte dabei einen Treffer.
Im Oktober 2010 absolvierte er gegen Schweden ein Spiel für die österreichische U-21-Auswahl.

## Erfolge
- 1× Vizemeister der U-19-Jugendliga: 2008/09
- 1× Torschützenkönig der U-19-Jugendliga: 2008/09 (18 Tore)